# Henri Reuss de Plauen
Pour les articles homonymes, voir Heinrich von Plauen et Reuss (homonymie).
Henri Reuss de Plauen, né vers 1400 et mort le 2 janvier 1470 à Mohrungen (aujourd'hui Morąg), est le trente-deuxième grand maître (magister generalis) de l’ordre Teutonique de 1469 jusqu'à sa mort.

## Biographie
Descendant de la maison Reuss, baillis de Plauen dans le Vogtland, Henri est le fils cadet de Henri VII dit « le Jeune » (mort en 1426), seigneur de Greiz, et un cousin de Henri de Plauen, le vingt-septième grand maître de l'ordre Teutonique de 1410 à 1413.
Il rejoint l'ordre Teutonique à un âge très précoce ; vers 1420, il est arrivé dans l'État monastique des chevaliers Teutoniques où il occupe désormais le poste de bailli de Dirschau en Pomérélie. Il est commandeur (Komtur) du château de Balga à partir de 1433 puis bailli de la Natangie dès 1440. En 1441, il est nommé commandeur d'Elbing.

L'État teutonique en 1466.

Pendant la guerre de Treize Ans (1454-1466), il dirige les forces de l'ordre contre les rebelles de la Ligue de Prusse alliés avec le royaume de Pologne. Le 17 septembre 1457, il remporte une grande victoire sur les cavaliers du roi Casimir IV Jagellon à la bataille de Konitz. Il accompagne le duc Guillaume IIII de Saxe lorsque celui-ci se rend à Jérusalem en 1461 et est fait chevalier du Saint-Sépulcre. En 1466, il devient commandeur de Preußisch Holland.
Les activités de Henri sont accompagnées et soutenues par Ludwig von Erlichshausen, grand maître de l'ordre Teutonique depuis 1450. À la suite de la mort d'Erlichshausen, le 4 avril 1467, il est nommé vice-grand-maître. Après que le château de Marienbourg soit perdu à la suite de la passation du traité de Thorn en 1466, il s'installe à Mohrungen, sa nouvelle ville de résidence. Henri réussit à réorganiser les forces militaires ébranlées. Finalement, il est élevé à la dignité de grand-maître le 20 octobre 1469.
L'ordre étant très pauvre, il doit mettre un impôt sur le peuple pour visiter le roi de Pologne, conformément aux dispositions de l'accord de paix. Il part pour Piotrków, accompagné du commandeur de Brandebourg, rend hommage à Casimir IV et prête sermon entre les mains de l'évêque de Cracovie, le 1er décembre.
Au retour, il est frappé d'apoplexie à Thorn, et meurt le 2 janvier 1470 à Mohrungen, où il a été transporté. Son corps est inhumé le 5 en l'église cathédrale de Königsberg.